# Província de Mila
La província o wilaya de Mila (àrab: ولاية ميلة, wilāyat Mīla) és una província o wilaya d'Algèria, amb capital a Mila. Altres de les seves ciutats són: Telerghma, Grarem, Hamala i Rouached.